# Gerd Alois Wildbacher

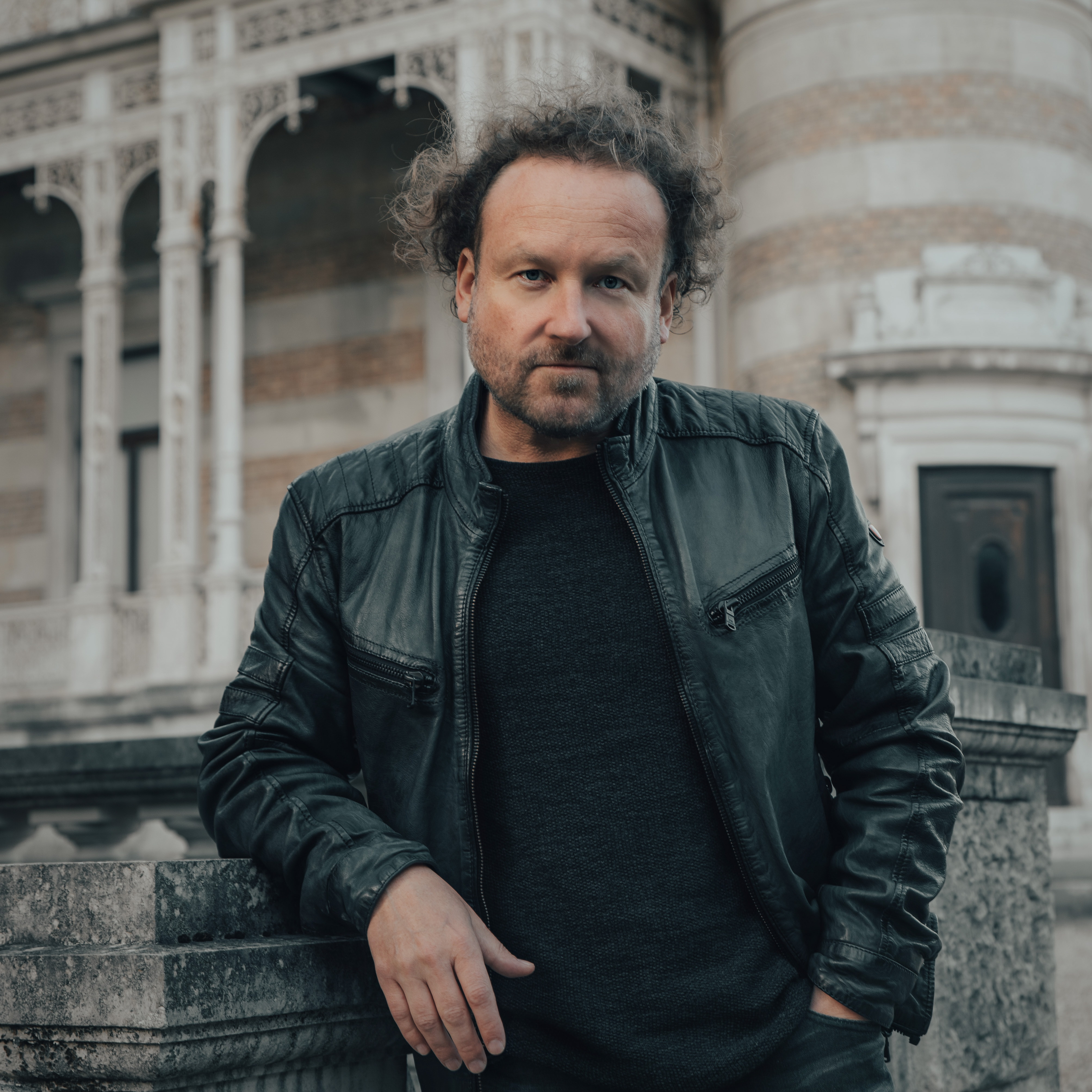

Gerd Alois Wildbacher (* 12. Februar 1975 in Eibiswald) ist ein österreichischer Schauspieler und Musiker.

## Leben
Gerd Alois Wildbacher studierte an der Universität für Musik und darstellende Kunst Graz. Er arbeitete als Gastakkordeonist an der Oper Graz und als Bühnenkorrepetitor und stellvertretender künstlerischer Leiter der Musikabteilung am Schauspielhaus Graz. Danach folgten unterschiedliche Schauspielengagements, unter anderem bei den Salzburger Festspielen, den Kammerlichtspielen Klagenfurt, den Sommerfestspielen Südsteiermark, am Max-Reinhardt-Seminar Wien, an der Komödie Graz, am Theater im Keller und anderen Bühnen der freien Szene. In den letzten Jahren ist Gerd Alois Wildbacher vermehrt in Filmproduktionen zu sehen, etwa in SOKO Donau, Trost & Rath – Tanz mit dem Teufel, Landkrimi Steirerlist und Steirertod, Schnell ermittelt  und Meiberger – Der Film. Gerd Alois Wildbacher lebt als Schauspieler, Sprecher und Musiker in Graz.

## Filmografie
- 2018: Stille Nacht (Kurzfilm)
- 2018: Der Pass (Fernsehserie)
- 2019: M – Eine Stadt sucht einen Mörder (Fernsehserie)
- 2021: Landkrimi – Steirertod (Fernsehreihe)
- 2021: Meiberger – Mörderisches Klassentreffen (Fernsehfilm)
- 2024: Trost und Rath – Tanz mit dem Teufel (Fernsehreihe)
- 2024: Landkrimi – Steirergift (Fernsehreihe)
- 2024: Schnell ermittelt - Rudolf Faden (Fernsehserie)
- 2025: SOKO Donau – Blunznfett durchs Leben (Fernsehserie, Rolle: Rudi Miglitz)